# Alyssum akamasicum
Alyssum akamasicum là một loài thực vật có hoa trong họ Cải. Loài này được Burtt mô tả khoa học đầu tiên năm 1949.